# Чанселлор, Джон Уильям
Джон Уильям Чанселлор (Ченселлор) (англ. John William Chancellor; 1927—1996) — американский журналист и телеведущий, большую часть карьеры проработавший на NBC News. Работал на NBC Nightly News с 1970 по 1982 годы и продолжал совместно трудиться с Томом Брокау по 1993 год. Лауреат премии Paul White Award от Radio Television Digital News Association (1983). В 1992 году вошёл в Зал славы телевидения.

## Биография
Родился 14 июля 1927 года в Чикаго.
Учился в военно-морском кампусе Navy Pier университета штата Иллинойс (ныне Иллинойсский университет в Чикаго). После его завершения работал преподавателем в Иллинойсском университете в Урбане-Шампейне. Еще юношей мечтал стать репортёром, начав карьеру в газете Chicago Daily News и продолжив её на канале NBC в передаче Huntley-Brinkley Report.
Несколько лет провёл в качестве корреспондента в Европе, работая в Вене, Лондоне, Москве и Брюсселе (штаб-квартире НАТО). В июле 1961 года работал вместе с ведущим Dave Garroway в программе NBC Today. Ощущая дискомфорт при работе с таким выдающимся журналистом, летом 1962 года ушёл из программы, став корреспондентом политических новостей на NBC. Работал с Frank McGee, Edwin Newman и Sander Vanocur, составив команду журналистов, прозванную «Четыре всадника» (англ. Four Horsemen). В 1965 году по просьбе президента Линдона Джонсона стал корреспондентом «Голоса Америки», проработав там до 1967 года.
В 1968 году вернулся на NBC старшим корреспондентом Huntley-Brinkley Report. С 1970 по 1982 годы работал на NBC Nightly News в формате семь дней в неделю. В 1982 году Чанселлор стал работать с Томом Брокау и Роджером Маддом, прослужив в NBC до 9 июля 1993 года, отдалившись после этого от журналистской деятельности.
Умер 12 июля 1996 года в Принстоне от рака желудка. Был кремирован в Ewing Crematory города Ewing Township, штат Нью-Джерси, местонахождение праха неизвестно. Был дважды женат — на Connie Chancellor и Barbara Upshaw, имел двух дочерей и сына.